# Мемфіський реп
Мемфіський реп (англ. Memphis rap) — це регіональний піджанр хіп-хоп-музики, який з'явився в Мемфісі, штат Теннессі у 1990-х роках. Відмінними рисами жанру стали похмура атмосфера, використання семплів із соулу або фанку та лоу-фай звучання. У цьому піджанрі часто використовувалася драм-машина Boss DR-660 та Boss DR-5, подвійна читка та семпли музики різних напрямків, починаючи від соулу і закінчуючи фанком. Іноді зустрічається семплювання інших виконавців цього ж жанру. Твори не слід плутати із фонком або триллом. На обкладинках альбомів чи синглів використовувалися саморобні логотипи та низькоякісна фотообробка. Згодом це стало відмінною рисою жанру.

## Зародження жанру
Першовідкривачами цього жанру став DJ Spanish Fly — електронний ді-джей та продюсер, який став продавати касети зі своїми піснями, крім міксів. DJ Squeeky пішов за ним, і відкрив обговорюваний звук. Його біти були похмурими та загрозливими, раптово DJ Squeeky став популярним продюсером, притягнувши в реп 8Ball & MJG, Tom Skeemask, Criminal Manne. Звучання DJ Squeeky вплинуло на Three 6 Mafia, на ранніх етапах своєї кар'єри вони семплювали його біти. Похмура атмосфера та lo-fi звук з'явився в результаті самодіяльного звукозапису використовуючи чотириканальні рекордери та дешеві драм-машини. Розставлення ударних партій програмували на Boss DR-660 — основу продюсування Мемфіс-репу. Найвідоміші звуки у цій драм-машині це 808 Cowbell, Synth та Slap Bass що зустрічається у страшних мелодіях. За основу мелодій брали семплу з фільмів жахів, мелодії на піаніно, соул музику та синтові мелодії. Одна з відмінних рис Мемфіс-репа є семплювання голосів та їх зациклювання на створення гіпнотичних приспівів.
Найвідоміші представники мемфіс-репу: Three 6 Mafia, Tommy Wright III, DJ Squeeky, Al Kapone, DJ Spanish Fly, Lil Noid, та 8Ball & MJG. Вважається, що треп та кранк беруть свої витоки з цього жанру.